# Thusnelda

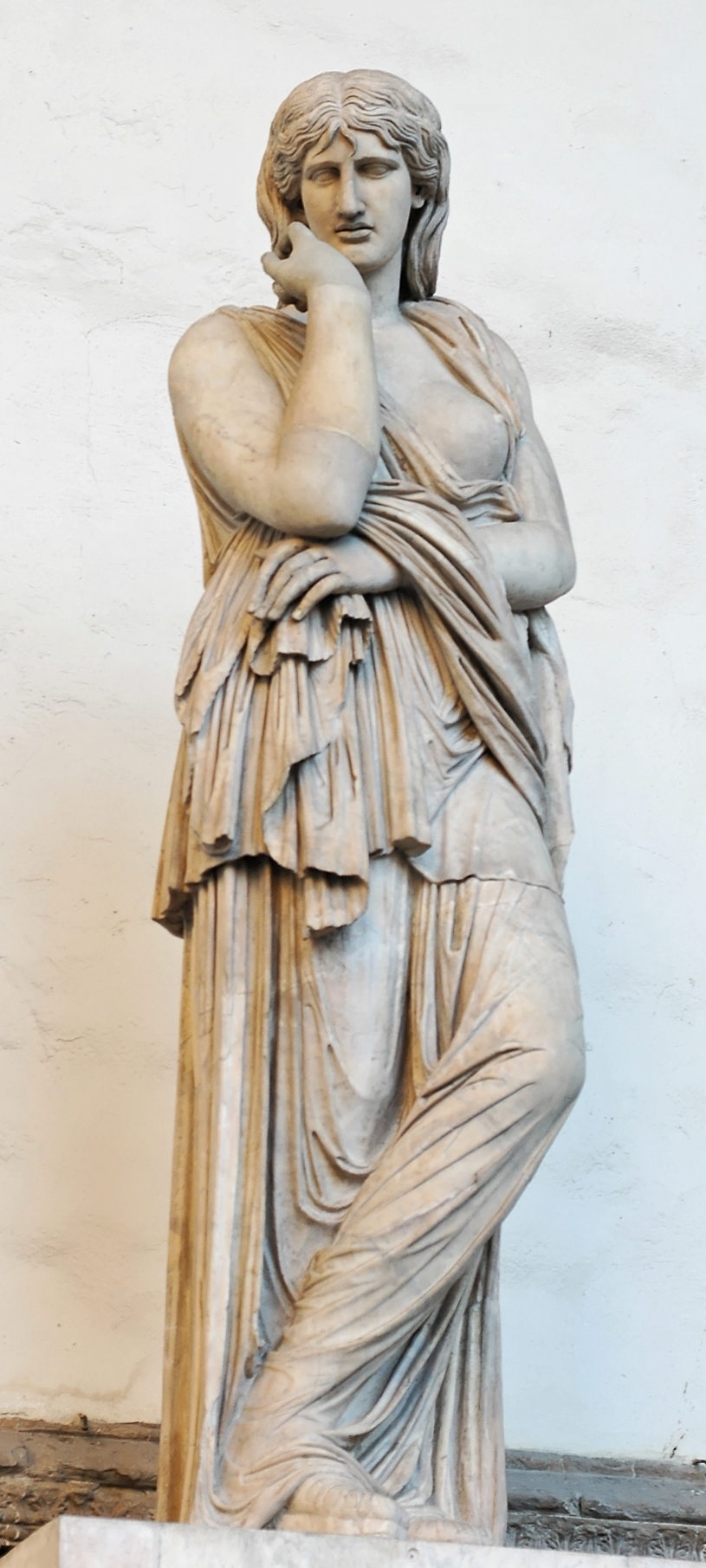
Die trauernde Barbarin, Rom, ca. 2. Jh. n. Chr., Marmor, als Darstellung der Thusnelda interpretiert

Thusnelda (* um 10 v. Chr.; † nach dem 26. Mai 17 n. Chr.) war eine Tochter des Cheruskerfürsten Segestes und die Gemahlin des Cheruskerfürsten Arminius.
Arminius markierte als Sieger der Varusschlacht (9 n. Chr.) einen entscheidenden Wendepunkt in der Geschichte der Auseinandersetzungen zwischen den Germanen und dem Römischen Reich. Von ihrem Vater bereits einem anderen Mann versprochen, aber von Arminius entführt, wurde Thusnelda seine Frau.
Der Frauenname Thusnelda war im späten 19. und frühen 20. Jahrhundert in patriotischen Kreisen beliebt. Die Kurz- und Koseform „Tussi“ wurde dann auch spöttisch für Frauen allgemein verwendet.

## Leben
Verlässliche historische Informationen zu Thusnelda sind nur durch Tacitus überliefert, ihr Name nur bei Strabon. Ihr Geburtsjahr ist unbekannt.
Gegen Ende des Jahres 14 oder zu Anfang des Jahres 15 entführte Arminius, Sohn des cheruskischen Gaugrafen Segimer, wohl mit ihrem Einverständnis, die Tochter des den Römern nahestehenden cheruskischen Gaugrafen Segestes und heiratete sie. Dies verschärfte die Spannungen zwischen den beiden Familien und führte zu gewaltsamen Auseinandersetzungen. Dabei gelang es Segestes wohl, laut eigenem Zeugnis, Arminius in seine Gewalt zu bringen und ihn einige Zeit gefangen zu halten. Grund war möglicherweise, dass nach der Entführung Thusneldas keine Schritte unternommen worden waren, die Ehe nach germanischem Recht abzusichern, d. h. durch nachträgliche Handlungen wie formellen Brautkauf und den Austausch von Gaben und Gegengaben.
Arminius kam schließlich wieder frei (auf welche Weise ist nicht bekannt), aber Thusnelda ging nicht zu ihrem Vater zurück. Dieser ließ sie daraufhin im Jahre 15 entführen – sie war inzwischen fortgeschritten schwanger – und auf seinen befestigten Gaugrafensitz bringen. Arminius belagerte Segestes dort, ohne jedoch Erfolg zu haben. Es gelang Segestes, eine Gesandtschaft zu den Römern in Köln oder Xanten zu schicken, woraufhin Germanicus in das Gebiet der Cherusker einmarschierte und den Belagerungsring um Segestes sprengte. Segestes übergab Thusnelda an Germanicus, der sie nach Ravenna bringen ließ. In Gefangenschaft gebar sie Arminius’ Sohn Thumelicus.
Am 26. Mai 17 wurden Thusnelda und Thumelicus im Triumphzug, der zu Ehren des Germanicus in Rom stattfand, als Trophäen mitgeführt. Ihr Vater Segestes, der von Germanicus einen sicheren Wohnsitz auf dem linken Rheinufer erhalten hatte, wohnte diesem Schauspiel als Ehrengast bei. Über Thusneldas weiteres Leben und ihren Tod ist heute nichts mehr bekannt; ebenso wenig über das Leben und Ende ihres Sohnes. Tacitus spricht in Andeutungen: „Der Knabe wuchs in Ravenna auf. Von dem Spiel, das das Schicksal später mit ihm getrieben hat, werde ich zu gegebener Zeit berichten.“ Der angekündigte Bericht ist jedoch entweder verloren gegangen oder wurde nie geschrieben.

## Thusnelda als Motiv der Kunst

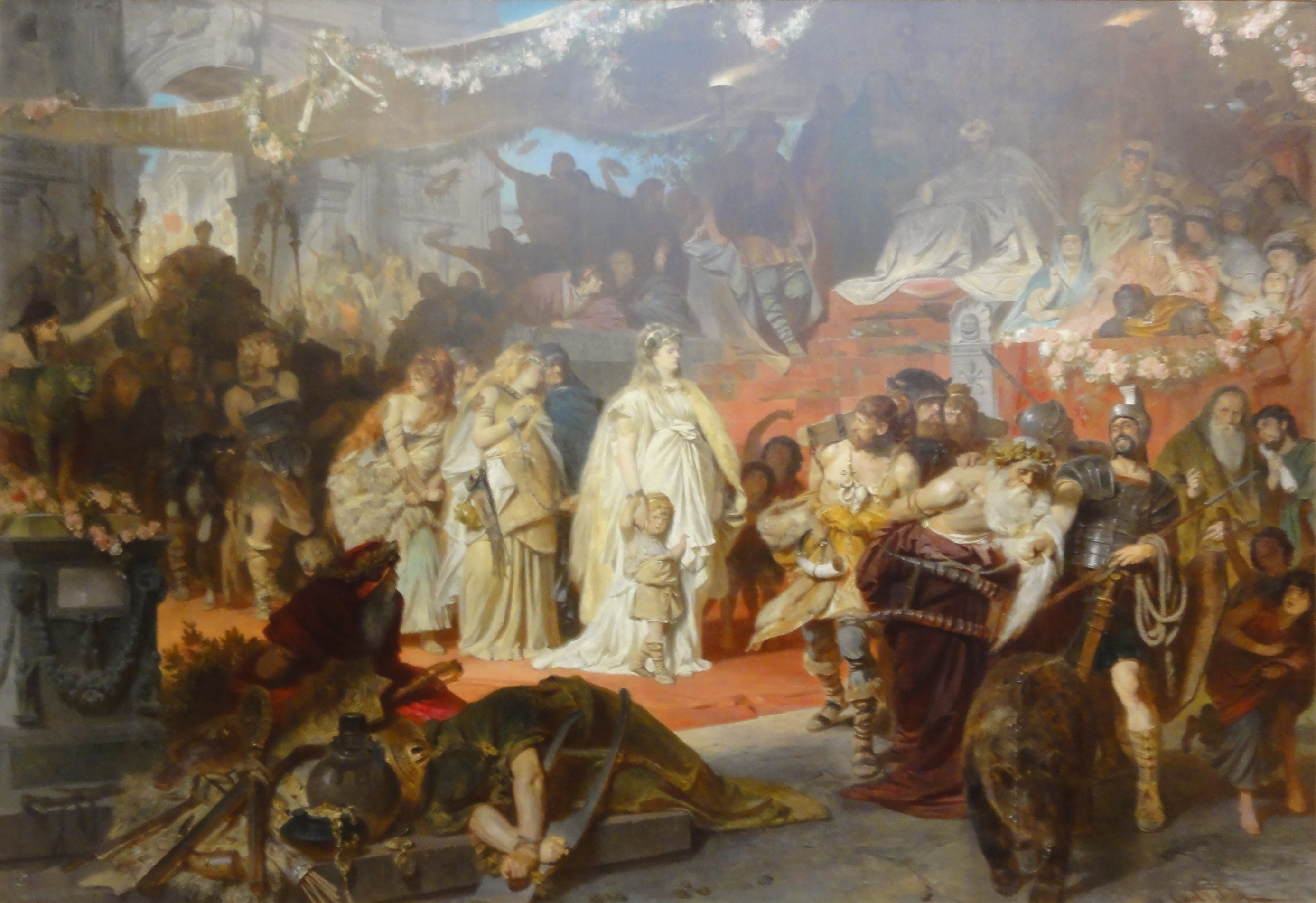
Thusnelda im Triumphzug des Germanicus

Thusneldas Schicksal hat Künstler aller Epochen zu Darstellungen animiert. So soll die Statue Die trauernde Barbarin in der Loggia dei Lanzi in Florenz Thusnelda darstellen. Die bekannteste Darstellung in der Kunst stammt von dem deutschen Historienmaler Carl Theodor von Piloty, dessen monumentales Gemälde Thusnelda im Triumphzug des Germanicus von 1873 in der Neuen Pinakothek in München gezeigt wird.

## Bedeutungswandel
Thusneldas Name war im 19. und frühen 20. Jahrhundert sehr bekannt und mit positivem patriotischem Pathos besetzt. Kleists Hermannsschlacht war Schullektüre etlicher Generationen. Thusnelda wurde zur Bezeichnung des Typos „Ehefrau“, bzw. zum Kosenamen Tusschen. Dies wurde auch scherzhaft verwendet.
Ein weiterer Wandel durch zum abwertenden Gebrauch bei Tussi oder Tusse führte zu einem Schimpfwort für oberflächliche, eitle „Dummchen“. Das Lippische Landesmuseum schreibt auf einer Erklärungstafel in seiner Dauerausstellung „Mythos“:
„Erst seit den 1960er Jahren wird die Figur Thusnelda trivialisiert und als Werbegag instrumentalisiert. Die Kurzform ihres Namens Tussi gerät zu einem abfälligen Schimpfwort.“